# 北书店街道
北书店街道，是中华人民共和国河南省開封市龙亭区下辖的一个乡镇级行政单位。

## 行政区划
北书店街道下辖以下地区：
南京巷社区、徐府社区和县街社区。